# Mems slott

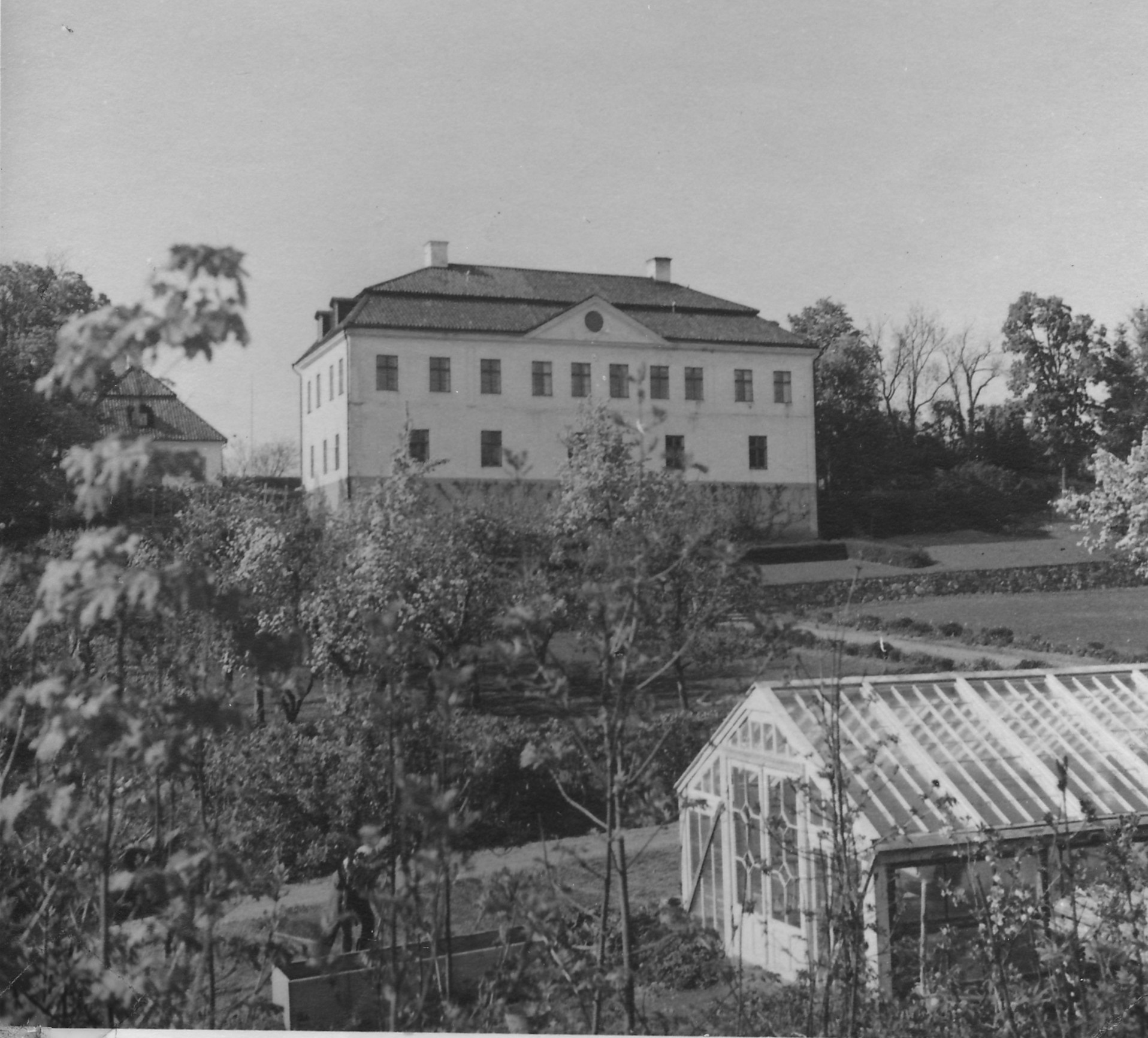
Slottet på 1940-talet

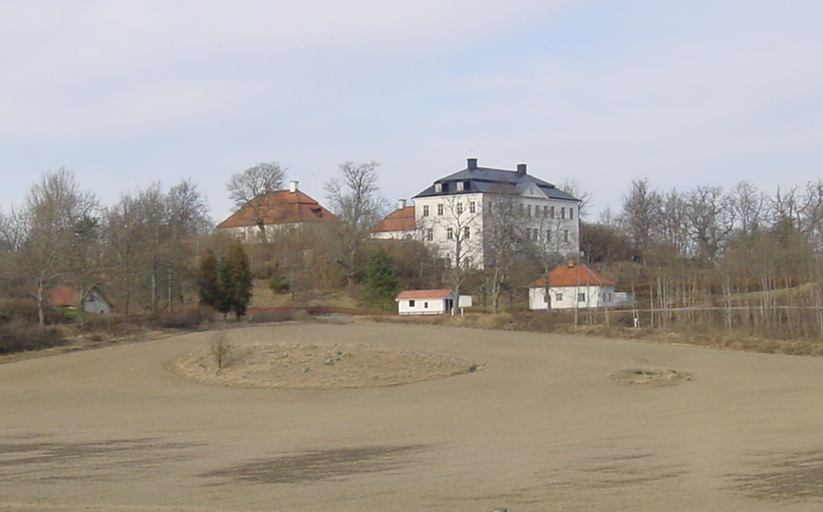
Slottet 2002

Mem (uttal: [mem]) är ett slott i Tåby socken, Norrköpings kommun, Östergötlands län. Slottet är beläget vid Göta kanals utlopp i Slätbaken, strax utanför Söderköping. 

## Historia

### Före 1700
Slottet Mem har anor från medeltiden, konung Johan III skänkte sedan godset "till evärderlig tid" till Esbjörn Pedersson Lilliehöök 3 november 1572 och i samband därmed fick Mem troligen säteristatus. Från viceamiralen Henrik Fleming och hans maka Sigrid Kurtzels tid finns en stentavla daterad 1663 bevarad. Paret bebyggde även Hånö gård i Södermanland nära Trosa med ett stenhus som ännu är bevarat om än starkt förändrat. Minnestavlan på Mem har troligen utförts i samband med en större ombyggnad. Manbyggnaden avbildas i en arealavmätning från 1600-talets slut som envånig med takryttare och två höga trappgavlar. Den starkt förenklade lilla akvarellen torde återgå på hur byggnaden såg ut vid kartläggningen.  
Under senare delen av 1600-talet omfattade säteriet med underliggande hemman nära 23 mantal och Stensvad benämndes då ladugård under Mem och åtnjöt säterifrihet d.v.s. skattefrihet. Vid reduktionen 1683 var Eric Bagge tvungen att överlämna flera hemman till kronan, "men för sina stora underhållanden, som på Mems slott och gård använt är" får behålla detta. När Eric Bagge dör 1692 begravs han i Tåby kyrka och hans begravningsvapen finns uppsatt i kyrkan på södra långsidan. Sonen Eric Bagge den yngre ärver egendomen, men när han dör i slaget vid Warchau år 1705, fortsätter änkan Hebba Christina Welling att driva säteriet. Hon löser ut de övriga arvingarna i dödsboet och tillsammans med sin son Eric Jacob Bagge äger och brukar hon egendomen.
Jakob Bagge tog under sin tid på slottet hem bland annat 12 silverapostlar i krigsbyte från ett kloster nära Krakow i Polen. Efter hans död grävde sonen Erik Bagge ner silverapostlarna på en hemlig plats, efter hot från kung Sigismund att bytet skulle beslagtas. Erik Bagge bebodde slottet fram till han stupade vid Stegeborg, där en strid utbröt mellan kung Sigismunds skepp och svenskarna. Ännu har ingen hittat silverapostlarna. Varje gång slottet bytt ägare, har det stått i kontraktet hur bilderna, om de hittats, ska fördelas inom de familjer som ägt slottet sedan 1598. Denna skröna har inget med amiralen Jakob Bagge af Boo att göra, utan personerna synes kopplade till ätten Bagge af Söderby som ägt Mem på 1600-talet. Krigsbyten från Polen togs under Trettioåriga kriget varför historiens koppling till kung Sigismund saknar grund. 

### 1700–1948
1731 ersattes de tidigare timrade flyglarna med två karolinska flygelbyggnader i sten och med höga säteritak.
Vid sekelskiftet 1700/1800, byggdes ytterligare en våning på huvudbyggnaden och i samband med detta ersattes den äldre byggnadsstilen med trappstensgavlar med en gustaviansk arkitektur.

### 1948–1997
Kring år 1940 började en insamling inom Svenska Landsbygdens Ungdomsförbund (SLU) för att kunna anskaffa en egen gård till förbundet. I fyra år pågick insamlingen som totalt gav 19 629 kronor, en grund att stå på men inget som räckte till att köpa en gård. Vid SLU-stämman i Vänersborg 1944 bestämdes att man tillsammans skulle starta en gemensam föreningsgårdsinsamling. I mars 1946 hade 717 000 kronor samlats in. Mems slott köptes den 12 mars 1948 av Svenska Landsbygdens Ungdomsförbund och övertogs den 1 april samma år. Slottet var dock inte i gott skick och en ny insamling startades för att totalrenovera slottet. Den första SLU-kursen hölls på Mems slott under år 1949, efter det att renoveringen var klar. Genom köpet av Mems slott bildades Stiftelsen Föreningsgården vars uppgift var "att bedriva upplysnings- och utbildningsverksamhet i frågor, som beröra samhället och individen med särskild betoning av landsbygdens förhållande". 1997 hade antalet kurser minskat på Mem och behovet var inte alls detsamma som 40 år tidigare, Centerns Ungdomsförbund som förbundet nu hette, valde därför att sälja slottet. Pengarna från försäljningen återgick till Stiftelsen Föreningsgården, vilken idag inte har någon egen verksamhet men genom att den ger bidrag till utbildningsprojekt uppfyller den fortfarande sitt syfte. En del av inventarierna från slottet är idag deponerade hos Centerpartiets Ungdomsförbund och dess systerorganisationer. Förste föreståndaren var Ejnar Gustafsson 1949–1958 som efterträddes av Yngve Carlsson 1958–1984 och siste föreståndaren var Lars-Olof Johansson 1985–1993.

### 1997–
Mems slott användes 1997–2001 som konferenshotell men är sedan 2001 ägt av familjen Adler. 2025 lades slottet ut till försäljning. Niclas Adler hade skulder som uppgick till över 100 miljoner kronor.